# Norin Kang
Norin Kang lub Noijin Kangsang (chiń. 宁金抗沙峰, Níngjīnkàngshā Fēng) – szczyt w Himalajach. Leży w Chinach, blisko granicy z Bhutanem. Jest to 105 szczyt Ziemi.
Pierwszego wejścia dokonała ekspedycja chińsko-tybetańska 28 kwietnia 1986 r.